# Apinae
Apinae ist eine Unterfamilie der Apidae. Dazu zählen unter anderem die Tribus Apini, zu dem ausschließlich die Gattung Honigbienen gehört, die Tribus Bombini, welches nur die artenreiche Gattung der Hummeln umfasst, die Tribus der Prachtbienen (Euglossini) und die Tribus der Langhornbienen (Eucerini).
Den Kern der Unterfamilie bildet die monophyletische Gruppe der corbiculaten Bienen, die durch ein morphologisches Merkmal gekennzeichnet sind: alle Arten besitzen sogenannte Corbicula, Pollenkörbchen an den Tibien der Hinterbeine. Mit diesen Sammelbeinen können die Tiere Pollen und Propolis transportieren. Der weitere Umfang der Unterfamilie ist umstritten und zwischen verschiedenen Studien, die meist auf dem Vergleich homologer DNA-Sequenzen (Phylogenomik) aufbauen, verschieden. Mit Sicherheit dazu gehören nach neueren Studien (ab etwa 2010) die südamerikanischen Gattungen Centris und Epicharis, die früher oft zu einer Tribus Cenridini zusammengefasst wurden (nach heutiger Auffassung sind sie aber keine Schwestergruppen). In ihrer Zugehörigkeit umstritten ist eine große Klade von Arten mit kleptoparasitischer Lebensweise, die anderen Bienenarten die gesammelten Nahrungsvorräte für den eigenen Nachwuchs rauben.
Da der Umfang der Unterfamilie auch in den neuesten Studien, sogar derselben Arbeitsgruppe, nicht übereinstimmt (Stand: 2014) und damit wissenschaftlich umstritten ist, erscheint es zurzeit nicht sinnvoll, eine systematische Übersicht zu geben.

## Referenzen
- An updating bibliography of the bees of the world
- Sophie Cardinal, Jakub Straka, Bryan N. Danforth (2010): Comprehensive phylogeny of apid bees reveals the evolutionary origins and antiquity of cleptoparasitism. Proceedings of the National Academy of Sciences USA vol. 107 no. 37: 16207–16211. doi:10.1073/pnas.1006299107 (open access)
- Bryan N. Danforth, Sophie Cardinal, Christophe Praz, Eduardo A.B. Almeida, Denis Michez (2013): The Impact of Molecular Data on Our Understanding of Bee Phylogeny and Evolution. Annual Review of Entomology 58: 57–78. doi:10.1146/annurev-ento-120811-153633
- Jessica R. Litman, Christophe J. Praz, Bryan N. Danforth, Terry L. Griswold, Sophie Cardinal (2013): Origins, Evolution and diversification of Cleptoparasitic Lineages in long-tongued Bees. Evolution 67: 2982–2998. doi:10.1111/evo.12161
- Shannon M Hedtke, Sébastien Patiny Bryan N Danforth (2013): The bee tree of life: a supermatrix approach to apoid phylogeny and biogeography. BMC Evolutionary Biology 2013, 13: 138. doi:10.1186/1471-2148-13-138 (open access)
- Aline C. Martins, Gabriel A.R. Melo, Susanne S. Renner (2014): The corbiculate bees arose from New World oil-collecting bees: Implications for the origin of pollen baskets. Molecular Phylogenetics and Evolution 80: 88–94. doi:10.1016/j.ympev.2014.07.003